# Messaggerie Scacchistiche
Messaggerie Scacchistiche è una casa editrice fondata nel 1990 da Roberto Messa (maestro internazionale e campione italiano nel 1981) dedicata esclusivamente agli scacchi, con sede a Brescia.
Pubblica il mensile Torre & Cavallo - Scacco! (l'unica rivista di scacchi italiana reperibile in edicola), libri di scacchi per principianti e per giocatori esperti.
Pubblica anche "Messaggero Scacchi", un notiziario online settimanale sugli eventi scacchistici italiani ed internazionali, redatto dal maestro FIDE bergamasco Dario Mione. Esce ogni sabato mattina.